# Nebelwerfer

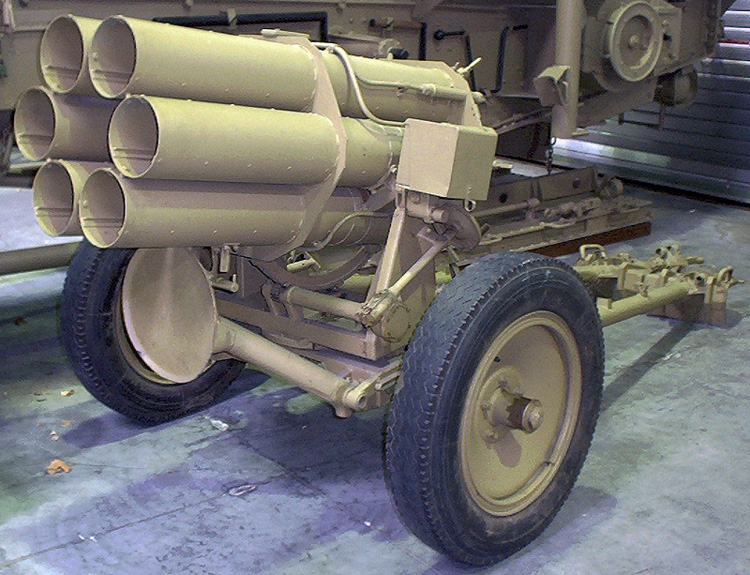
Nebelwerfer

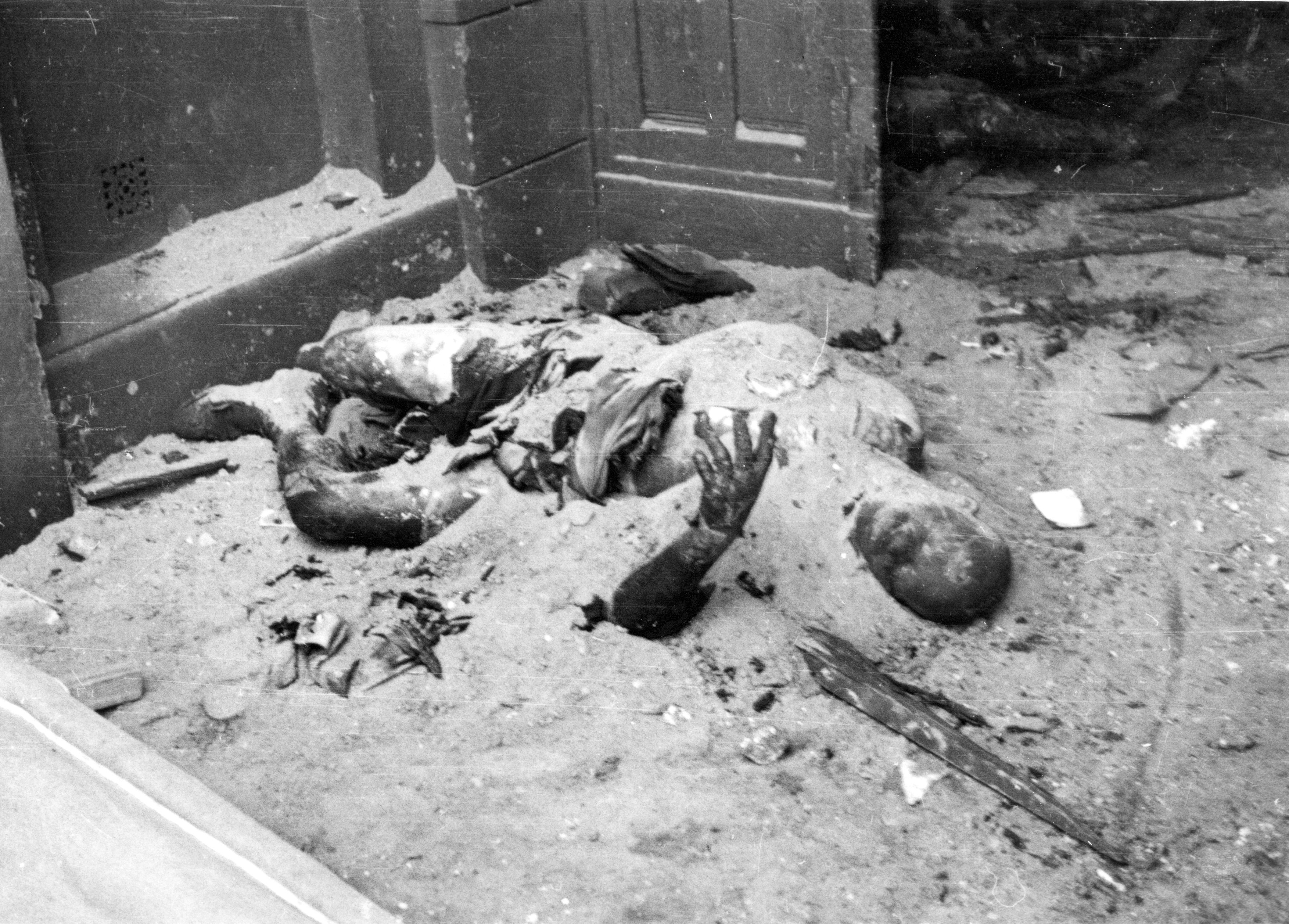
Victimes civiles polonaises du Nebelwerfer utilisée par la Wehrmacht (Photographie prise par Eugeniusz Lokajski, en août 1944).

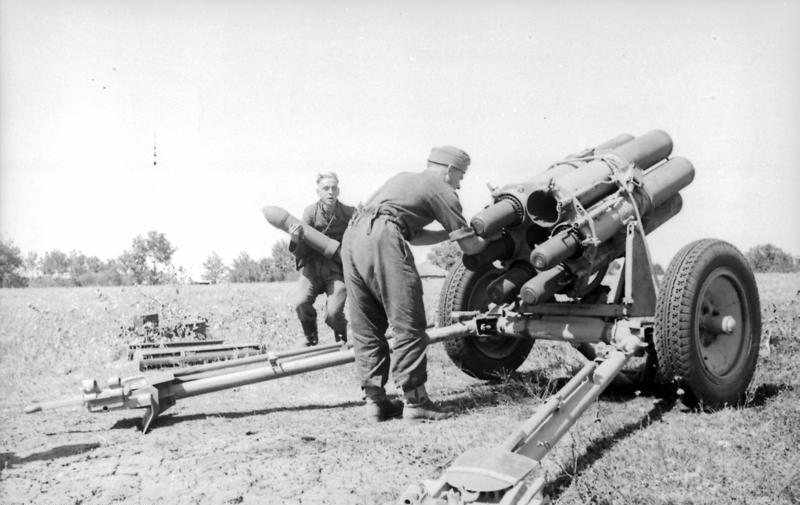
Chargement d'un Nebelwerfer, sur le front russe, le 23 septembre 1943.

Les Nebelwerfer (lanceurs de brouillard) sont des armes utilisées par les Nebeltruppen, unité initialement spécialisée de l'artillerie formée dans le maniement d'armes chimiques et créée en 1929 qui devint une arme indépendante en 1936. Étant utilisés par l'Allemagne pendant la Seconde Guerre mondiale, les Nebelwerfer étaient similaire à des mortiers mais propulsant des ogives de gaz ou fumigènes. Des modèles développés par la suite et remplaçant progressivement les modèles de mortier dès 1941 sont des lance-roquettes multiples soit montés sur chassis, soit en format individuel à usage unique via une armature bois ou acier
Développés avant le début du conflit, ils servirent au front à partir de mars 1940. Ils ressemblent beaucoup à leurs concurrents soviétiques, les Katiouchas et ceux des Alliés, les Land Mattress, et font un même bruit assourdissant.
Plusieurs sont embarqués à bord de véhicules dont des blindés français reconditionnés par le Baukommando Becker.
Une technologie similaire a aussi été utilisé sur le calliope (M4 sherman équipé du même dispositif) et l'orgue de Staline.

## Modèles

### Adaptation air-air (Werfer-Granate 21)
Adaptation faite à partir de 1943 pour être monté sur des chasseurs pour "casser" les blocs de bombardiers alliés en tirant des salves de roquettes hors de portée des mitrailleuses des avions alliés.